# Inherit the Wind (película)
Inherit the Wind (La herencia del viento en España y Heredarás el viento en Venezuela) es una película estadounidense de 1960, en blanco y negro, producida y dirigida por Stanley Kramer, basada en la obra de teatro homónima de Jerome Lawrence y Robert Edwin Lee. El guion fue adaptado por Nedrick Young (originalmente por Nathan E. Douglas) y Harold Jacob Smith. Está protagonizada por Spencer Tracy, Fredric March, Gene Kelly y Dick York.
Sobre un guion centrado en el juicio de Scopes de 1925, se trata de una parábola sobre la enseñanza de la teoría de la evolución de Darwin en las escuelas, y una crítica del macarthismo.
La película estrenó mundialmente su premiere en el Astoria Theatre de West End, Londres, el 7 de julio de 1960.

## Sinopsis
En una pequeña ciudad sureña del estado de Tennessee, un profesor es juzgado por enseñarle a sus alumnos la teoría de la evolución de las especies. El darwinismo se enfrenta a una burda y fundamentalista teoría del creacionismo en una batalla judicial entre el abogado que lo defiende, Henry Drummond (Tracy), y el líder ultraconservador Matthew Harrison Brady (March).

## Reparto
- Spencer Tracy como Henry Drummond.
- Fredric March como Matthew Harrison Brady.
- Gene Kelly como E. K. Hornbeck, el cínico editor de un periódico que corre con los gastos de la defensa. El personaje está basado en H. L. Mencken.[6]
- Dick York como Bertram T. Cates
- Donna Anderson como Rachel Brown.
- Harry Morgan como Mel Coffey, el juez.
- Claude Akins como Jeremiah Brown, el reverendo.
- Elliott Reid como Tom Davenport, el fiscal.
- Paul Hartman como Mort Meeker, el alguacil.
- Philip Coolidge como Jason Carter, el alcalde.
- Jimmy Boyd como Howard.
- Noah Beery, Jr. como John Stebbins.
- Norman Fell como el técnico de la WGN Radio.
- Gordon Polk como George Sillers.
- Hope Summers como la señora Krebs.
- Ray Teal como Jessie H. Dunlap
- Renee Godfrey como la señora Stebbins.
- Florence Eldridge como Sarah Brady.
- Lester Dorr como el doctor John.
- Donald Elson como Bollinger.
- Stuart Hall como el doctor Amos Keller.
- Harp McGuire como Harry Esterbrook.
- Robert Osterloh como Sam, un diputado.
- Brad Brown como el fotógrafo.

## Recepción

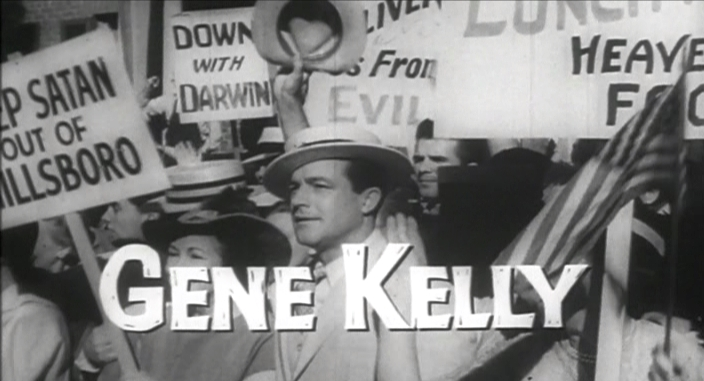
Gene Kelly, como el cínico editor de un periódico que costea los gastos de la defensa.

La película tuvo un presupuesto de 2 millones de dólares, y recaudó a nivel mundial un total de 2 millones de dólares. Estuvo nominada a cuatro premios Óscar en la 33.ª edición de esos premios: a mejor actor (Spencer Tracy), mejor guion adaptado (Nedrick Young y Harold Jacob Smith), mejor fotografía (Ernest Laszlo) y mejor montaje (Frederic Knudtson).

### Críticas
En 2006, el crítico de cine Roger Ebert se refirió a la película como "una película que reprende el pasado cuando también podría haber temido al futuro".
En 2009, el sitio web Rotten Tomatoes dio a la película una votación del 90%, con 19% votos fresh y 2 rotten.